# Ferdia Shaw
Ferdia Shaw (Dublino, 29 giugno 2004) è un attore irlandese, famoso per aver interpretato il ruolo di Artemis Fowl II nel film Artemis Fowl (2020).
È nipote del famoso attore britannico Robert Shaw.